# Живодовка (станция)
Живодо́вка — пассажирская станция Московской железной дороги в Сухиничском районе Калужской области. Открыта в 1899 году на Московско-Киево-Воронежской железной дороге.

## Описание
Находится на электрифицированном переменным током (25кВ) участке Сухиничи — Брянск Московской железной дороги. Отнесена к Брянскому региону МЖД. Имеются три низкие (береговая и две островных) пассажирские платформы, соединённые между собой низким пешеходным переходом с деревянными настилами.
В 2.5 километрах от станции расположена деревня Живодовка, при станции населённый пункт — Железнодорожная станция Живодовка. По состоянию на конец 2020 года в посёлке при станции проживало↗13 человек.
Путевое развитие — 4 пути различного назначения. Расстояние от Киевского вокзала города Москвы 270 километров, от Брянска — 107 км. Время в пути на электропоезде от станции Сухиничи-Главные ~ 12 минут. Турникеты отсутствуют, в здании вокзала имеются кассы по продаже билетов.

## История
Открыта в августе 1899 года как разъезд № 23 на участке Сухиничи — Брянск Московско-Киево-Воронежской железной дороги. Регулярное пассажирское движение запущено в октябре того же года. Построен рядом с деревней Живодовка (Сосновка Верхняя) Попковской волости Мещовского уезда Калужской губернии. Названа по имени близлежащей деревни. По состоянию на 1913 год в ней проживало 220 человек.
С 1910-х по 1950-е годы станция именовалась как разъезд Живодовка. Вокруг станции вырос небольшой посёлок, ныне Железнодорожная станция Живодовка.
В годы Великой Отечественной войны разъезд был оккупирован немецкими войсками в начале октября 1941 года. 1 января 1942 года бойцы из состава 10-й и приданные силы 16 армии в ходе Белёвско-Козельской наступательной операции на разъезде Живодовка захватили: 3 паровоза, 28 вагонов, в которых находилось до 50 тысяч снарядов, 11 тысяч мин и лыжи, артиллерийское орудие, танк, 4 пулемета и эшелон с ранеными немецкими солдатами. 2 января начались многодневные тяжелые кровопролитные бои за железнодорожный узел и посёлок Сухиничи.
Разъезд, посёлок при станции и близлежащие населённые пункты освобождены от оккупантов частями 16-й армии 28 марта 1942 года. В 1942—1943 годах в районе разъезда располагались армейские склады тыловых подразделений — полевая армейская база (ВТС 1814).

### Происшествия и катастрофы
9 февраля 1995 года электровоз ЧС8 с поездом № 001 Москва-Киев совершил вынужденную остановку на перегоне Сухиничи — Живодовка. Вследствие неисправности тормозных систем состав покатился вниз и столкнулся с локомотивом ЧС4 поезда № 191 Москва — Хмельницкий. В результате аварии четверо пассажиров погибли на месте, 11 пассажиров получили ранения.

## Пассажирское движение
На станции имеют непродолжительную остановку все электропоезда, следующие направлением на Сухиничи и Брянск. Пассажирские поезда дальнего следования остановки на станции не имеют. Пригородные линии обслуживают бригады АО «Центральная ППК» на электропоездах ЭД9Т и ЭД9М, приписанных к ТЧ-45 Брянск-I (МВПС).